# Станіславе (Поморське воєводство)
Станіславе (пол. Stanisławie, нім. Stenzlau) — село в Польщі, у гміні Тчев Тчевського повіту Поморського воєводства.
Населення — 948 осіб (2011).
У 1975-1998 роках село належало до Гданського воєводства.

## Демографія
Демографічна структура станом на 31 березня 2011 року:
|          | Загалом | Допрацездатний вік | Працездатний вік | Постпрацездатний вік |
| -------- | ------- | ------------------ | ---------------- | -------------------- |
| Чоловіки | 457     | 109                | 323              | 25                   |
| Жінки    | 491     | 96                 | 316              | 79                   |
| Разом    | 948     | 205                | 639              | 104                  |